# Liste der australischen Botschafter in Polen
Die australische Botschaft befindet sich im Nautilus Building, ulica Nowogrodzka 11, Warschau. Die Botschafterin in Warschau ist regelmäßig auch bei den Regierungen in Vilnius und Prag akkreditiert.

## Botschafter
| Ernannt       | Name                      | Bemerkungen       | ernannt während der Regierung von | akkreditiert während der Regierung von | Posten verlassen |
| ------------- | ------------------------- | ----------------- | --------------------------------- | -------------------------------------- | ---------------- |
| 28. Juni 1972 | Lawrence John Lawrey      | Dienstsitz Moskau | Gough Whitlam                     | Henryk Jabłoński                       |                  |
| 31. Juli 1973 | James Lloyd               | Geschäftsträger   | Gough Whitlam                     | Henryk Jabłoński                       |                  |
| 21. Sep. 1973 | Francis Hamilton Stuart   |                   | Gough Whitlam                     | Henryk Jabłoński                       |                  |
| 8. Sep. 1977  | Robert Stephen Laurie     |                   | Malcolm Fraser                    | Henryk Jabłoński                       |                  |
| 15. Okt. 1980 | John Robson Burgess       | (* 1939)          | Malcolm Fraser                    | Henryk Jabłoński                       |                  |
| 6. März 1985  | Max William Hughes        |                   | Bob Hawke                         | Wojciech Jaruzelski                    |                  |
| 16. Juli 1987 | Lawry Wilson Hebron       |                   | Bob Hawke                         | Wojciech Jaruzelski                    |                  |
| 18. Jan. 1991 | Anthony Charles Kevin     |                   | Paul Keating                      | Lech Wałęsa                            |                  |
| 23. Nov. 1994 | Michael Jonathan Thwaites |                   | Paul Keating                      | Lech Wałęsa                            |                  |
| 30. Sep. 1998 | Margaret Anne Adamson     |                   | John Howard                       | Aleksander Kwaśniewski                 |                  |
| 28. Okt. 2002 | Patrick Colin Lawless     |                   | John Howard                       | Aleksander Kwaśniewski                 |                  |
| 8. Juli 2005  | Ian Kenneth Forsyth       |                   | John Howard                       | Aleksander Kwaśniewski                 |                  |
| 22. Juli 2008 | Ruth Lorraine Pearce      |                   | Kevin Rudd                        | Lech Kaczyński                         |                  |
| 2012          | Jean Dunn                 | [ 1 ]             | Julia Gillard                     | Bronisław Komorowski                   |                  |